# Caroline Ouelletteová
Caroline Ouelletteová (* 25. května 1979 Montréal, Kanada) je kanadská lední hokejistka.
S kanadskou ženskou hokejovou reprezentací získala čtyři zlaté olympijské medaile (2002, 2006, 2010 a 2014). Šestkrát též slavila titul mistryň světa. Nastupovala v útoku. Většinu své kariéry strávila v klubech Montreal Stars a Minnesota-Duluth.